# Virgin Islands Basketball Federation
Dieser Basketballverband ist der offizielle Basketballverband auf den Amerikanischen Jungferninseln. Er hat seinen Sitz auf Saint Croix.

## Geschichte und Aufgaben
Der Verband ist Mitglied der Fédération Internationale de Basketball (FIBA) und ist damit auch Mitglied der FIBA Amerika. Präsident des Verbandes ist zur Zeit Earl Sr. Baker. Sein Generalsekretär ist David Edole.
Der Verband ist für die Organisation, Leitung und Entwicklung des Basketballsports auf den Amerikanischen Jungferninseln verantwortlich. Der Verband vertritt den Basketballsport gegenüber Behörden sowie nationalen und internationalen Sportorganisationen.
Zusätzlich verteidigt der Verband auch die moralischen und materiellen Interessen des dortigen Basketballs. Der Verband organisiert die Nationale Meisterschaft und ist für die Basketballnationalmannschaft der Amerikanischen Jungferninseln und die Basketballnationalmannschaft der Amerikanischen Jungferninseln (Damen) verantwortlich.

## Infos zum Verband
| Kriterium               | Fakten         |
| ----------------------- | -------------- |
| Gründungsjahr           |                |
| FIBA-Mitglied           | Ja             |
| Jahr des FIBA-Beitritts | 1964           |
| Kontinental Verband     | FIBA-Amerika   |
| Sitz des Verbandes      | Saint Croix    |
| Präsident               | Earl Sr. Baker |
| Generalsekretär         | David Edole    |
| Höchste Liga            |                |
| Sonstiges               |                |